# Canções dentro da Noite Escura
Canções Dentro da Noite Escura é o 10º solo álbum do músico Lobão, gravado e lançado em 2005, produzido por Carlos Trilha.
Neste álbum há canções como "Você e a Noite Escura", "A Gente Vai se Amar", "Quente", "Pra Sempre Essa Noite", entre outras mais.

## Faixas
1. "Pra Sempre Essa Noite"
2. "Seda"
3. "Depois das Duas"
4. "Boa Noite Cinderela (para Cassia)"
5. "O Homem Bomba (basta é o Caralho!)"
6. "Vamos para o Espaço!"
7. "Você e a Noite Escura (para Regina)"
8. "Balada Do Inimigo"
9. "Tranqüilo"
10. "Quente"
11. "Aí Galera Maluca!"
12. "Não Quero o Seu Perdão"
13. "A Gente Vai Se Amar"